# Cometa (juguete)

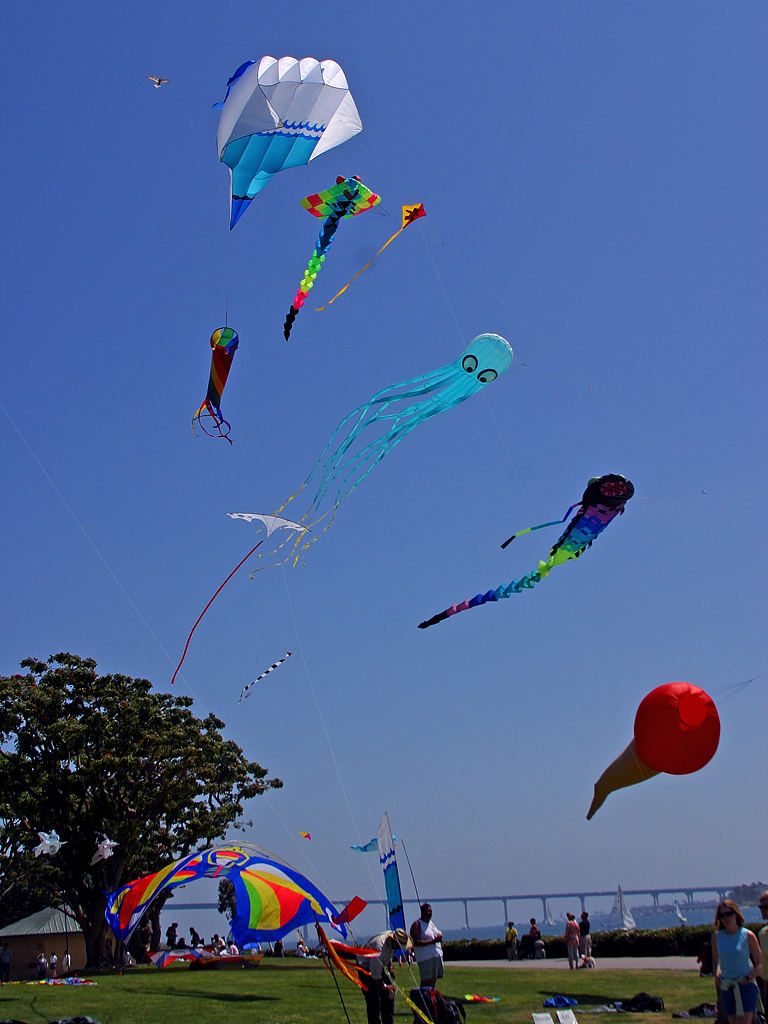
Cometas inflables, sin armadura.

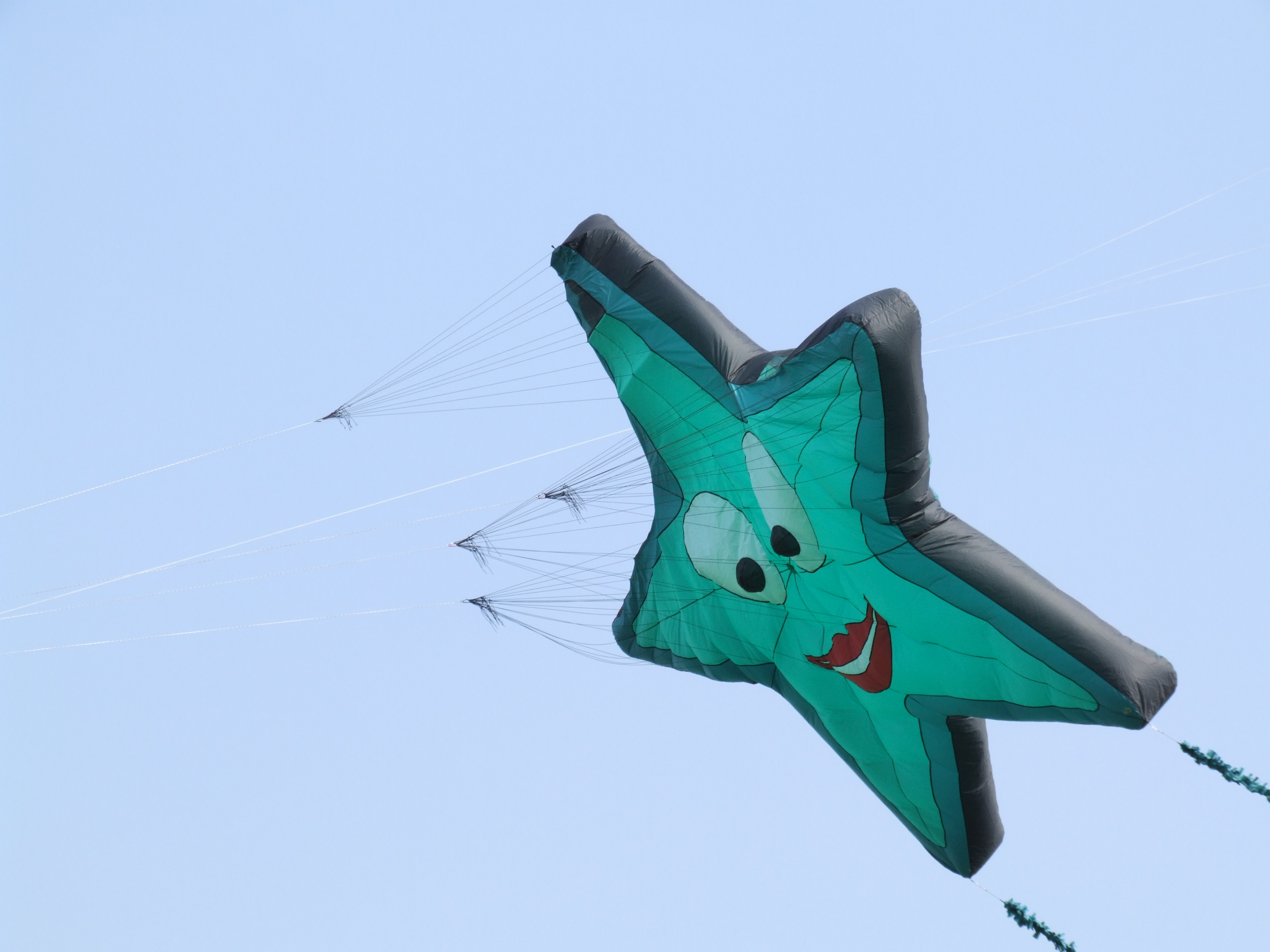
Cometa en forma de estrella

La cometa —también barrilete, chiringa, chichigua, cachirulo, culebrina, milocha, pandorga, papagayo, papalote, papelote, petaca, piscucha, volador o volantín— es un artefacto volador más pesado que el aire (aerodino), que vuela gracias a la fuerza del viento y a uno o varios hilos que la mantienen desde tierra en su postura correcta de vuelo. Es un juego tradicional infantil, pero también se realizan competiciones para adultos.
Consiste en una armazón plana y muy ligera sobre la cual se extiende y pega papel o tela, con una cola de cintas o trozos de papel, que, sujeta con un hilo muy largo, se arroja al aire para que el viento la eleve. Lo habitual es desplegar las cometas en lugares abiertos y ventosos, como descampados o playas.
Reciben un nombre de acuerdo a su forma, tal como las cometas normales con su forma de hexágono, también están las estrellas, los cajones, papalotes, papagayos, panelones, los bubutes, etc.

## Nombres regionales
| País | Región                                                                                     | Localidad                                               | Nombre                       | Nombre                      |
| País | Región                                                                                     | Localidad                                               | Común                        | Local                       |
| --- | ------------------------------------------------------------------------------------------ | ------------------------------------------------------- | ---------------------------- | --------------------------- |
| España |                                                                                            |                                                         | Cometa                       |                             |
| España | Galicia                                                                                    |                                                         |                              | Papaventos (1)              |
| España | Asturias                                                                                   |                                                         |                              | Sierpe                      |
| España | Aragón                                                                                     |                                                         |                              | Milorcha                    |
| España | Cataluña e Islas Baleares                                                                  |                                                         |                              | Estel (2) (Miloca, Milotxa) |
| España | Murcia                                                                                     | La huerta                                               |                              | Bilocha                     |
| España | Andalucía                                                                                  | Cádiz y Huelva                                          | Pandorga (3)                 |                             |
| España | Andalucía                                                                                  | Cádiz                                                   | Barrilete                    |                             |
| España | Andalucía                                                                                  | Cádiz y Sevilla                                         |                              | Pandero                     |
| México |                                                                                            |                                                         | Papalote (4)                 |                             |
| México | Veracruz                                                                                   |                                                         | Pandorga                     |                             |
| México | Yucatán, Campeche, Tabasco y parte de Quintana Roo                                         |                                                         | Papagayo (6)                 |                             |
| México | Guerrero                                                                                   | Acapulco y zonas cercanas                               |                              | Culebrina (7)               |
| Cuba |                                                                                            |                                                         | Papalote                     |                             |
| República Dominicana |                                                                                            |                                                         |                              | Chichigua                   |
| Puerto Rico |                                                                                            |                                                         |                              | Chiringa                    |
| Guatemala |                                                                                            |                                                         | Barrilete                    |                             |
| Honduras |                                                                                            |                                                         | Barrilete                    | Papelote (5)                |
| El Salvador | Santa Ana                                                                                  |                                                         | Piscucha (Cometa)            |                             |
| Nicaragua |                                                                                            |                                                         | Cometa (Barrilete, Papalote) | Lechuza                     |
| Costa Rica |                                                                                            |                                                         | Cometa (Papalote, Papelote)  |                             |
| Panamá |                                                                                            |                                                         | Cometa                       | Pandero                     |
| Colombia |                                                                                            |                                                         | Cometa                       | Papagayo                    |
| Colombia | Región Caribe                                                                              |                                                         |                              | Barrilete                   |
| Venezuela |                                                                                            |                                                         | Cometa (Papagayo)            | Zamura                      |
| Venezuela | Falcón, Trujillo y Zulia                                                                   |                                                         | Volantín                     |                             |
| Venezuela | Zulia                                                                                      |                                                         |                              | Petaca                      |
| Venezuela | Anzoátegui, Bolívar, Monagas, Nueva Esparta y Sucre                                        |                                                         | Volador                      |                             |
| Ecuador |                                                                                            |                                                         | Cometa                       |                             |
| Perú |                                                                                            |                                                         | Cometa                       | Pava                        |
| Bolivia | La Paz, Oruro y Potosí                                                                     |                                                         | Cometa (Volador)             |                             |
| Bolivia | Chuquisaca y Cochabamba                                                                    |                                                         | Volador                      |                             |
| Bolivia | Beni, Pando y Santa Cruz                                                                   |                                                         | Volantín                     |                             |
| Bolivia | Tarija                                                                                     |                                                         | Volantín (Barrilete)         |                             |
| Paraguay |                                                                                            |                                                         | Cometa (Pandorga)            | Kuatiaveve (8)              |
| Uruguay |                                                                                            |                                                         | Cometa                       |                             |
| Uruguay | Salto, Soriano y Paysandú                                                                  |                                                         | Barrilete                    |                             |
| Uruguay | Salto y Paysandú                                                                           |                                                         | Pandorga                     |                             |
| Uruguay | Soriano                                                                                    | Dolores                                                 | Pandorga                     |                             |
| Chile |                                                                                            |                                                         | Volantín                     |                             |
| Argentina | Jujuy y Salta                                                                              |                                                         | Cometa                       |                             |
| Argentina | Mendoza, San Juan y Tucumán                                                                |                                                         | Volantín                     |                             |
| Argentina | Misiones, Corrientes y la zona de Chajarí                                                  |                                                         | Pandorga                     |                             |
| Argentina | San Luis, Chaco, Corrientes, Entre Ríos, Formosa, Misiones, Santa Fe y Santiago del Estero |                                                         | Barrilete                    |                             |
| Guinea Ecuatorial |                                                                                            |                                                         | Cometa                       |                             |
| Brasil | Sudeste                                                                                    | São Paulo, Rio de Janeiro, Minas Gerais, Espírito Santo | Pipa, papagaio               |                             |
| Brasil | Sul                                                                                        | Rio Grande do Sul, Santa Catarina, Paraná               | Pandorga                     |                             |
| (2) Estel significa literalmente ‘estrella’. |                                                                                            |                                                         |                              |                             |
| (3) En las provincia de Cádiz (sobre todo en Chipiona y Trebujena), existe un concurso de pandorgas a la antigua usanza desde 1990.                |                                                                                            |                                                         |                              |                             |
| (4) Proviene del náhuatl papálotl: ‘mariposa’. |                                                                                            |                                                         |                              |                             |
| (5) Proviene del náhuatl papálotl: ‘mariposa’ y el español ‘papel’.                                                                                |                                                                                            |                                                         |                              |                             |
| (6) Proviene del portugués papagaio, ‘cometa’, y originalmente del ave papagayo.                                                                   |                                                                                            |                                                         |                              |                             |
| (7) Refiriéndose a la frase “culebra voladora” (serpiente voladora), por la forma de la larga cola de este curioso objeto, al ondear en el viento. |                                                                                            |                                                         |                              |                             |
| (8) Proviene del idioma guaraní. |                                                                                            |                                                         |                              |                             |

- Abilucho; cometa pequeña, en las provincias de Murcia y Alicante, Región de Murcia y Valenciana, respectivamente de España.
- Barrilete, en los estados brasileños de Santa Catarina y Río Grande del Sur
- Cachirulo (voz usual), abaecho, biloncha o milocha en la comunidad autónoma Valenciana (en general, cachirulo hace referencia a la cometa hexagonal, abaecho a la romboidal y bilocha o milocha a la hecha de papel plegado, sin cañas ni varillas).[2]
- Chiringa, en Cuba se llama así a la cometa pequeña, hecha con papel doblado.
- Lechuza; se llama así en algunas regiones de Nicaragua a aquellos que tienen una forma general parecida a un ave.
- Pandero en Colombia se usa para referirse a una cometa más grande.

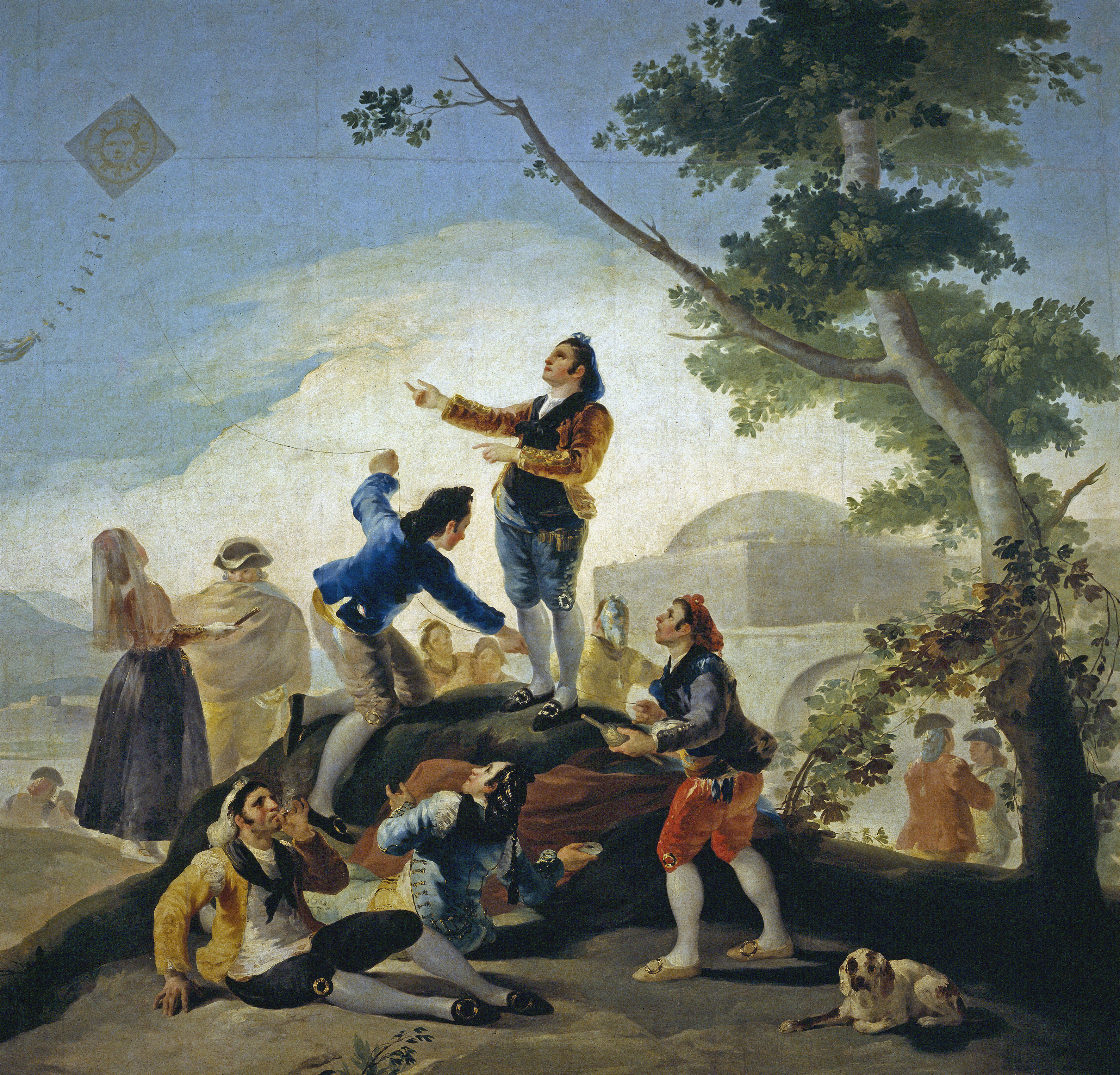
La cometa (1778), de Francisco de Goya.

## Historia

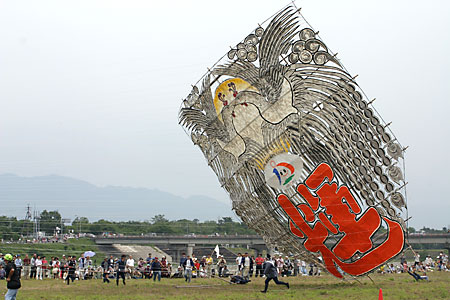
Festival de cometas gigantes Yokaichi, celebrado cada cuarto domingo de mayo en Higashiōmi, Shiga, Japón.

Las cometas nacieron en la antigua China. Se sabe que alrededor del año 1200 a. C. se utilizaban como dispositivo de señalización militar. Los movimientos y los colores de las cometas indicaban una serie de mensajes mediante los que se comunicaban en la distancia distintos destacamentos militares. En Europa en el siglo XII los niños ya jugaban con cometas a las que añadían cuerdas para hacerlas volar. Es de destacar la labor desempeñada por las cometas como equipos de medición atmosférica. El político e inventor estadounidense Benjamin Franklin utilizó una cometa para investigar los rayos e inventar el pararrayos. Hoy en día, la cometa mantiene su popularidad entre niños de todas las culturas.
La evolución de las cometas parece haber influido directamente en la invención de los planeadores, paracaídas y parapentes. En China se utilizaban en ocasiones grandes cometas con planos curvados que les permitían aprovechar la fuerza sustentadora del efecto Bernoulli; a fines del siglo XIX un australiano inspirándose en tales cometas y en planeadores como los de Otto Lilienthal diseñó alas con este perfil, que combinadas con el uso de un motor de explosión interna suficientemente liviano y potente, habrían resultado en la invención del primer avión operativamente práctico por parte de los hermanos Wright en 1903.

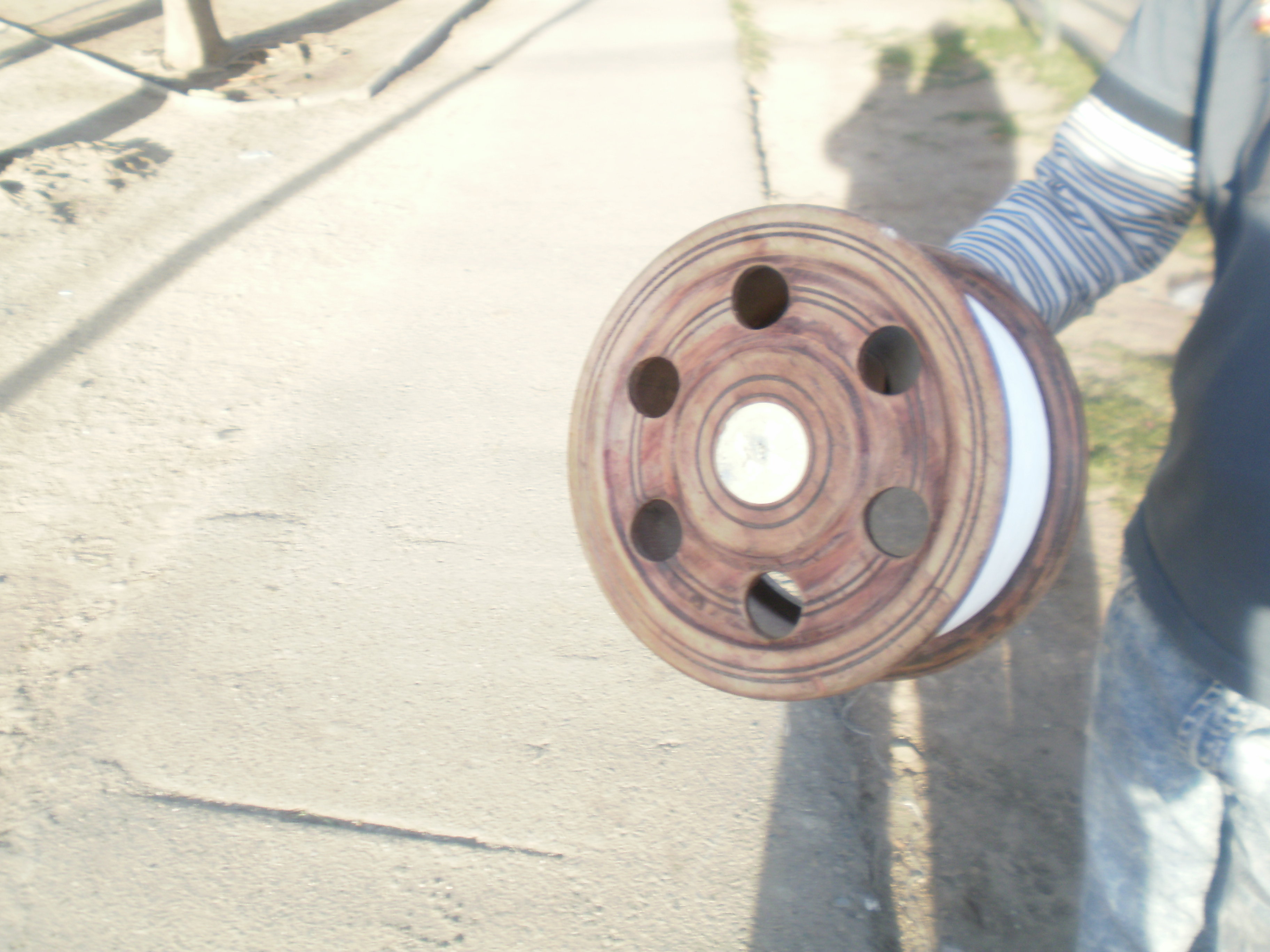
Carrete de cometa.

Durante el siglo XIX, este juguete fue objeto de prohibiciones para quien lo hacía ascender por los aires al igual que su pariente el globo aérostatico, ejemplo de esto es la disposición contenida en el Bando de agosto de 1862 en el cual se manda que sea puesto en “conocimiento del público, que se halla en todo su vigor y fuerza... (la prohibición de)... elevar globos de papel o de otra materia... En los casos de que esto se pretenda en funciones públicas, se pedirá previamente licencia a este gobierno”. En febrero de 1869, justo en la temporada más propicia para hacerlas volar, el periódico El Siglo Diez y Nueve publicó el artículo “PAPELOTES” (es un error llamarlos así creyendo que es un aumentativo de papel):

“El Gobierno del Distrito ha publicado lo siguiente: ‘Se recuerda al público, de órdenes del ciudadano Gobernador, la disposición vigente que prohíbe se echen papelotes en las azoteas, calles y plazas, si no es en las de los suburbios; bajo el concepto de que se harán efectivas las penas... determinadas para los infractores de dichas disposiciones. México, febrero 2 de 1869”.

En los años 1960, el chileno Guillermo Prado inventó el carrete para manejar el hilo de las cometas. A finales de la década, durante la llamada Revolución Cultural, el régimen comunista de China prohibió —entre otras innumerables restricciones— hacer volar cometas. Esta actividad recreativa también fue declarada ilegal entre 1996 y 2001 por los talibanes de Afganistán  quienes, nuevamente con su llegada al poder en 2021, amenazan su libre práctica.
En algunos países, se desarrolla un juego donde las cometas compiten en cortarse los hilos de sustentación gracias a un hilo impregnado con vidrio o polvo de esmerìl. Una vez logrado el objetivo surge una competencia de los niños por apropiarse del volantín o cometa cortado. Este juego ha sido muy combatido por las autoridades los últimos años por los daños que pueden causar a terceros no implicados en el juego.
Dato curioso: en francés se le llama cerf-volant (‘ciervo volador’), pero ese nombre proviene del occitano sèrp-volante (‘serpiente voladora’), por la forma de las cometas de largas colas ondeando al viento.

## Marcas
Marcas históricas:
- Altura: más de 9740 m en 1979.
- Duración de vuelo: 180 horas y 17 minutos
- Longitud: 1034 m (el Kraken, cometa francesa en forma de monstruo con cola inmensa), en 1990.
- Número de cometas simultáneas: 11 284 (en 1990).
- Superficie: el MegaFlag del neozelandés Peter Lynn (1000 m²).
- Mayor cantidad de personas que remontaron la misma cometa: en 1921, 234 personas tiraron del hilo de una pipa en Moruyu (Brasil). En esta serie de cartones, como en la de las estaciones, Goya refleja el mundo y las costumbres del pueblo de Madrid. En este caso se trata de un juego muy popular que servía de distracción a los majos de su época, el echar a volar la cometa, que realmente en el cuadro tiene poca importancia. Lo más importante son los tipos que Goya representa con gran naturalismo y realidad. El colorido es muy intenso y ayuda a destacar los detalles de los trajes de los personajes. Estos trajes y estos personajes se conocen en la actualidad como goyescos.

## Las cometas en la literatura
- En Dos años de vacaciones, Julio Verne hace volar a uno de sus personajes adolescentes en una cometa para explorar la isla Chairman, nombrada en honor al colegio de los jóvenes náufragos, en realidad es la Isla Hanover en Chile.

- En “Cometas en el cielo” (ISBN 9788498383980), de Khaled Hosseini, el protagonista y el coprotagonista son expertos voladores de cometas en su Afganistán natal.

## Tipos de cometas

### Carácter del ala
- Monoplano.
- Ala rígida.
- Biplano.
- Multiplano.
- Cometa ordinaria.
- Pava. Esta cometa tiene forma de cruz.
- Barril. Cometa en forma de hexágono.
- De baja relación de aspecto.[11] Las alas tienen una cuerda estrecha, en comparación con su envergadura.
- De alta relación de aspecto. Las alas tienen una cuerda ancha, en comparación con su envergadura.
- Inflada por impacto de aire (ram-air).
- De vejiga cerrada inflada con gas.[12][13][14]
- Ala rotatoria. También conocida como cometa de rotor o giroglider (por ejemplo, Focke Achgelis Fa 330).[15]

### Cometas de múltiples unidades
Una cometa de unidades múltiples se puede hacer de una sola ala, de varias alas o de varias unidades de sub-cometas.

### Multipiloto
Los grandes sistemas de cometas pueden requerir más de una persona para hacerlos volar con viento

## En Latinoamérica

### En Colombia
Comúnmente se fabrican con caña, cuerda y plástico o papel delgado. Suelen elevarse en los vientos entre mediados de julio y principios de septiembre.
En Colombia las cometas reciben su nombre de acuerdo al diseño que se realice.
Existen las cometas comunes con su forma de hexágono, pero también las estrellas, los papalotes, los papagayos, los cajones, los buitres, etc.

### En Guatemala

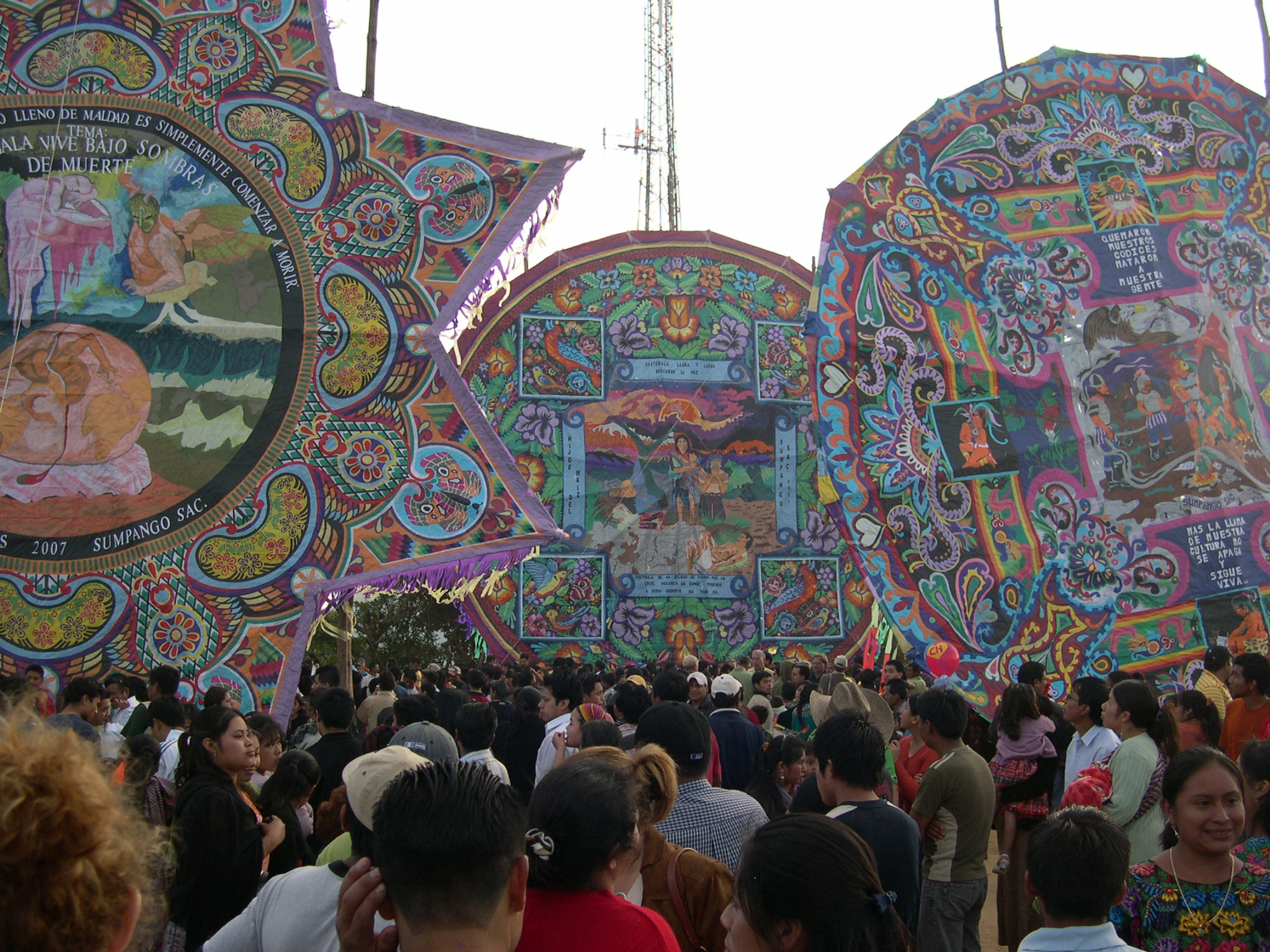
Barriletes gigantes de Sumpango.

La tradicional construcción y vuelo de barrilete en Guatemala está popularmente ligado a las celebraciones del día de todos los santos y difuntos, 1 y 2 de noviembre de cada año respectivamente, fechas en las que el viento y las bajas temperaturas otoñales hacen que el vuelo sea ideal para estas cometas artesanales.
Con figuras comúnmente hexagonales son fabricados con cañas de "vara o cola de coyote", una gramínea regional empleada como soporte, uniones de papel "de China", un papel estilo tisú con el que además se elaboran flecos decorativos, por último una extensa pieza de papel o tela utilizado como "cola", estabilizador, se ata y controla con hilo común, de cáñamo o hilo plástico para pescar.
En el país son de amplio conocimiento los Festivales de Sumpango y Santiago Sacatepéquez en los que cada 1 de noviembre se exhiben y premian barriletes de diversas categorías con base en sus dimensiones, estos barriletes pueden alcanzar hasta 20 metros de diámetro. De igual forma se elevan en vuelo modelos de barriletes multipiloto de hasta 7 metros de diámetro aproximadamente.